# Henry Malherbe
Henri Émile Hermand Malherbe, conocido como Henry Malherbe (Bucarest, 4 de febrero de 1886-París, 7 de marzo de 1958), fue un escritor y periodista francés, ganador del premio Goncourt en 1917 por la novela La Flamme au poing (La llama en el puño).

## Biografía
Henry Malherbe fue crítico literario en el diario Le Temps entre 1910 y 1936. En esa época fue, junto a Henry de Jouvenel, uno de los dos directores de La Revue des vivants, antes de convertirse en director del Teatro Nacional de la Opéra-Comique en París entre 1946 y 1948. Fue presidente de la Asociación de escritores combatientes (Association des écrivains combattants). Combatió en la Primera Guerra Mundial como teniente en el 43e RAC (unidad motorizada)
Dio su nombre a una distinción literaria creada por esta asociación, el premio Henry Malherbe, entregado por primera vez en 1963 y destinado a premiar ensayos.

## Los Goncourt de la guerra
La obra de Malherbe pertenece a una generación de autores que vivieron la Primera Guerra Mundial. En 1914, el premio no se entregó, pero en los años sucesivos ganaron esta distinción una serie de escritores que habían estado en primera línea: René Benjamin, con Gaspard, en 1915; Henri Barbusse, con Le feu, en 1916; Adrien Bertrand, con L'appel du sol, en 1916, a posteriori, ya que la novela es de 1914; Henry Malherbe, con La flamme au poign, en 1917, y Georges Duhamel, con Civilisation, en 1918.

## Obra
- Paul Hervieu, E. Sansot & cie, 1912
- La Flamme au poing, A. Michel, 1917, premio Goncourt (hay una traducción española titulada La llama en el puño, en el libro Los premios Goncourt de novela II, de Plaza y Janés, Barcelona, 1957-1981)
- Le Jugement dernier, Éditions de la Sirène, 1920
- La Rocque : un chef, des actes, des idées, suivi de documents sur les doctrines de la rénovation nationale Librairie Plon, 1934
- La passion de la Malibran, A. Michel, 1937
- Richard Wagner révolutionnaire A. Michel, 1938
- Aux États-Unis, printemps du monde, A. Michel, 1945
- Franz Schubert, son amour, ses amitiés, A. Michel, 1949
- Carmen Michel, 1951